# Theridion betteni
Theridion betteni är en spindelart som beskrevs av Hermann Wiehle 1960. Theridion betteni ingår i släktet Theridion och familjen klotspindlar. Inga underarter finns listade i Catalogue of Life.